# Schronisko Wysoki Kamień
Schronisko Wysoki Kamień – prywatny obiekt turystyczny znajdujący się pod szczytem Wysokiego Kamienia (1058 m n.p.m.) w Górach Izerskich. Obiekt działający pod nazwą schronisko turystyczne, jednak ze względu na brak wody bieżącej, w przeciwieństwie do standardowych schronisk, nie udziela noclegów. 
Schronisko powstało w miejscu rozebranego w 1963 roku poprzedniego (drugiego) schroniska, wybudowanego w 1882 roku przez Schaffgotschów.  
Obecnie (2025) dla turystów czynny jest jedynie bufet i schronienie przed deszczem. 

## Szlaki turystyczne
- z Zakrętu Śmierci przez Czarną Górę
- Główny Szlak Sudecki ze Szklarskiej Poręby lub Rozdroża pod Zwaliskiem[4]
- Z Wysokiego Kamienia można wybrać się też w stronę Kopalnia Kwarcu „Stanisław” (ok. 1 h drogi czerwonym szlakiem)